# Сомалійська латиниця
Сомалійський латинський алфавіт є офіційним письмом у Федеративній Республіці Сомалі та її федеральних державах-членах. Він був розроблений рядом провідних науковців Сомалі, зокрема Мусою Хаджі Ісмаїлом Галалом, Б. В. Анджеєвським та Шире Джамою Ахмедом, спеціально для транскрибування сомалійської мови, і заснований на латинській графіці. Сомалійський латинський алфавіт використовує всі літери англійського латинського алфавіту, крім p, v та z. Немає діакритичних знаків чи інших спеціальних символів, хоча він включає три приголосні диграфи : DH, KH та SH. Тон не позначений, а початкова глотальна зупинка слова також не відображається. Заголовні букви використовуються для імен та на початку речення.

## Форма
Сомалійський латинський алфавіт в основному фонематичний, приголосні мають однозначну відповідність між графемами та фонемами. Довгі голосні пишуться подвоєнням голосних. Однак різниця між напруженими та неміцними голосними не представлена. Дифтонги представлені з використанням Y або W як другого елемента (AY, AW, EY, OY і OW), а довгі дифтонги показані з подвоєним першим голосним.
Оскільки не існує центрального регулювання мови, існують деякі варіації в орфографії, закінчення -ay та -ey є особливо взаємозамінними.
Сомалійський латинський алфавіт, який слідує порядку, заснованому на арабській мові, наведено в наступній таблиці. Назви літер (з арабськими відповідниками) прописані в наступній таблиці.
| Абетка  | Назва | Арабський еквівалент | Вимова      |
| ------- | ----- | -------------------- | ----------- |
| '       |       | ء                    | /ʔ /        |
| B       | ба    | ﺏ                    | /b/         |
| Т       | ta    | ﺕ                    | /t/         |
| J       | ja    | ﺝ                    | /d͡ʒ/        |
| X       | xa    | ﺡ                    | /ħ/         |
| KH      | kha   | ﺥ                    | /χ/         |
| D       | da    | د                    | /d/         |
| Р.      | ра    | ر                    | /r/         |
| S       | sa    | ﺱ                    | /с/         |
| SH      | ша    | ﺵ                    | /ʃ/         |
| DH      | дха   | ط або ظ              | /ɖ/         |
| C.      | бл    | ﻉ                    | /ʕ/         |
| G       | ga    | غ                    | /ɡ/         |
| F       | фа    | ف                    | /f/         |
| Питання | qa    | ﻕ                    | /q/         |
| К       | ка    | ﻙ                    | /k /        |
| L       | la    | ﻝ                    | /l/         |
| М       | ма    | ﻡ                    | /m/         |
| N       | н     | ن                    | /n/         |
| W       | ва    | و                    | /w/         |
| H       | га    | ه                    | /h/         |
| Y       | dzha  | ﻱ                    | /j/         |
| A       | a     |                      | /æ/ або /ɑ/ |
| Е       | e     |                      | /e/ або /ɛ/ |
| Я       | i     |                      | /i/ або /ɪ/ |
| О       | o     |                      | /ɞ/ або /ɔ/ |
| U       | u     |                      | /ʉ/ або /u/ |

Сомалійському алфавіту не вистачає еквівалентів арабських літер thā '(ث), dhal (ذ), zāy (ز), ṣād (ص), ḍād (ض) та ṭā' (ط).
Наступні елементи сомалійського алфавіту або не є символами IPA у нижчих регістрах, або мають значення, що відрізняються від символів IPA:
- J - /d͡ʒ /
- X - /ħ /
- KH - /χ /
- SH - /ʃ /
- DH - /ɖ /
- C - /ʕ /
- W - /w / або другий елемент у дифтонгу
- Y - /j / або другий елемент у дифтонгу
- A - /æ / або /ɑ /
- E - /e / або /ɛ /
- I - /i / або /ɪ /
- O - /ɞ / або /ɔ /
- U - /ʉ / або /u /